# Ophioleuce oxycraspedon
Ophioleuce oxycraspedon is een slangster uit de familie Ophiuridae.
De wetenschappelijke naam van de soort werd in 1955 gepubliceerd door Z.I. Baranova.